# Caodaisme

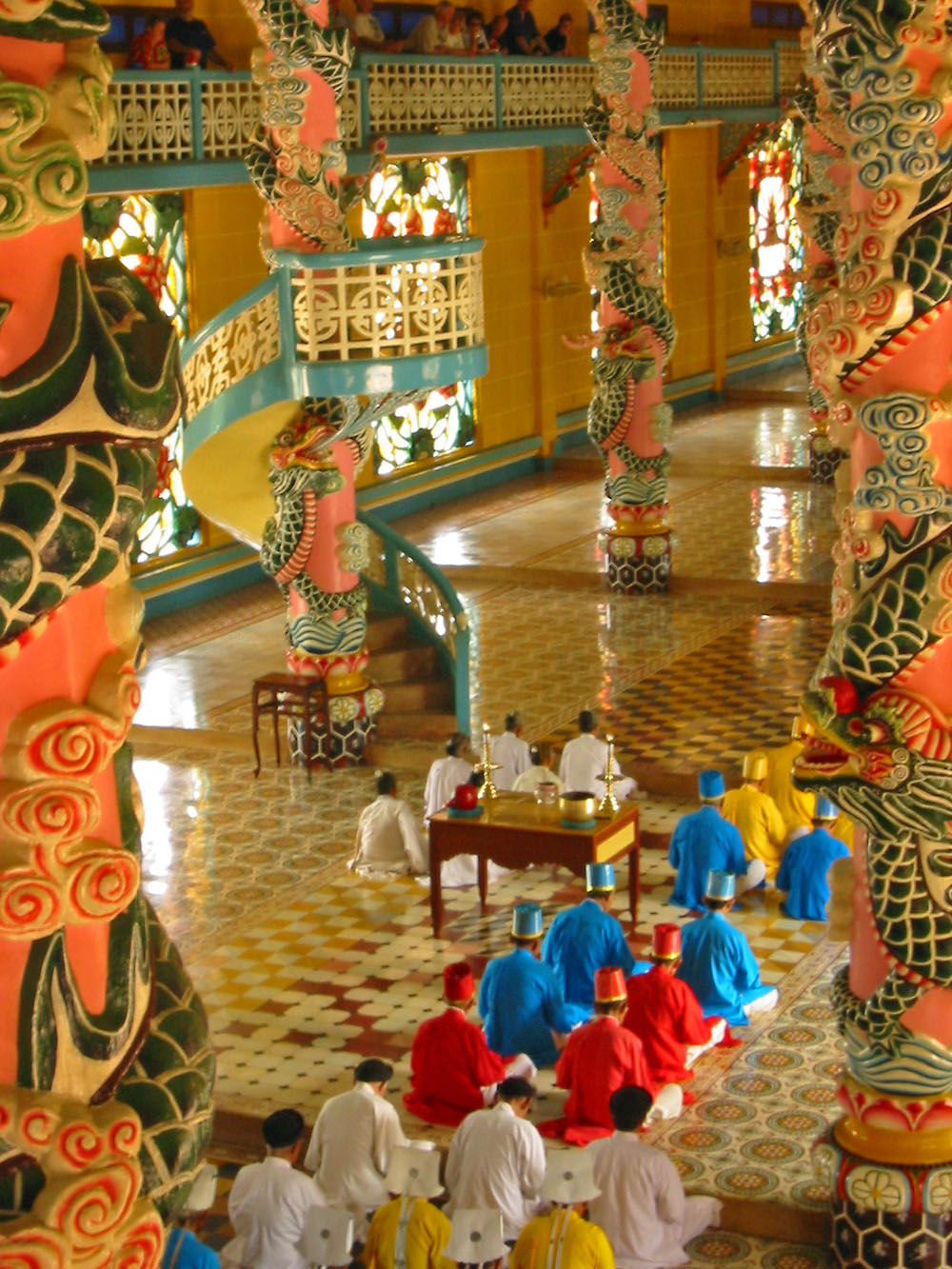
Temple Cao Dai al Vietnam

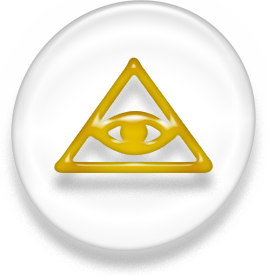
Símbol del caodaisme

Caodaisme o Cao Dai (en vietnamita Cao Đài "Déu suprem") és una religió sincretista practicada al Vietnam. Fou fundada el 1925 per Ngô Văn Chiêu, funcionari vietnamita sota l'administració francesa, a partir d'una suposada revelació de Déu. Fou proclamada oficialment el 1926 a la ciutat de Tây Ninh i s'organitzà com a comunitat.
El caodaisme recull el codi moral del confucianisme, la doctrina de la reencarnació del budisme, les pràctiques ocultistes del taoisme, l'ideal d'amor universal i el monoteisme del cristianisme, i la veneració dels avantpassats de l'espiritisme. Té més de set milions d'adeptes. El seu símbol és l'ull de Déu dins un triangle.
La seva estructura és jeràrquica, a la manera de l'Església Catòlica.